# Jaijon
Jaijon és una antiga població del Panjab, districte d'Hoshiarpur, a la vora de les muntanyes Siwalik a 17 km al nord de Garhshankar. La seva importància deriva d'haver estat la seu dels rages rajputs Jaswal que van dominar Kangra. Ram Singh fou el primer que s'hi va establir; la fortalesa que controlava el pas per les muntanyes hauria estat construïda el 1701 i fou conquerida per Ranjit Singh de Lahore el 1815. Va passar als britànics el 1849 i fou desmantellada. Les ruïnes del palau dels rages encara es poden veure. Per un temps fou una vila comercial només superada per Hoshiarpur, però va perdre progressivament importància.